# Тип данни
Типът на данните (на английски: data type) е концепция в езиците за програмиране, с която се описва видът на променливата, какви стойности може да приема, както и множеството от операции, които могат да се прилагат върху нея. Типът е вид класификация на данните, която указва на компилатора или интерпретатора как програмистът има намерение да използва данните. Например процесът на събиране на две променливи, както и резултатът от събирането варират в зависимост от типа данни: цели числа, числа с плаваща запетая, низове.
Типовете данни представляват множества (диапазони) от стойности, които имат еднакви характеристики:
- име на типа (byte, int, string, int[], List.
- размер (колко памет заемат) – например 32 байта.
- стойност по подразбиране (default value).

Никлаус Вирт (създателят на Паскал) класифицира типовете данни, като:
- Прости (скаларни)

 – Дискретни;
 – Аналогови;
 – Указатели.
- Структурни (структури).

## Вградени (примитивни) типове
Примитивните типове данни (built-in types) са основните типове в един език за програмиране. Те са вградени в него на най-ниско ниво и за тях има вградена поддръжка в езика. В повечето езици за програмиране всички базови типове са вградени. Вградените типове данни се обработват от компютъра най-бързо, тъй като за работа с тях има машинни инструкции, които ги обработват директно. Повечето езици не дават възможност за модифициране на простите типове от програмистите. Комплексните типове данни се създават от основните типове.

## Съответствие на типовете в различните езици и в .NET Framework
Примитивните типове данни в различните езици имат директно съответствие с типове от общата система от типове (CTS) от .NET Framework. Благодарение на това, може да има и съвместимост между езиците за програмиране.

## Стойностни и референтни типове
Типовете се разделят на стойностни типове – такива, които пазят данните директно в себе си, т.е. в своята стойност в стека на програмата, и референтни типове – представляват референции, указващи мястото на данните в паметта, т.е. пазят като стойност адрес, област от динамичната памет, където е записана стойността им.
Размерът при стойностните типове е предварително фиксиран. Обратното е при референтите типове – те могат да се заделят и освобождават динамично.
Стойностни типове са примитивните типове, изброените типове ( enum ) и структурите ( struct ). Всички стойностни типове са наследници на класа System.ValueType.
Референтни типове са всички наследници на System.Object, който не наследяват ValueType: класовете( class ), интерфейсите( interface ), масивите и делегатите( delegate void ).
Можем да декларираме референтна променлива без да извършим присвояване на стойност. Тогава тя получава стойност Null. Null е специална константа, с която се обозначават референтни променливи, които не сочат към никакви данни.
```
object x;
```

## Опаковане и разопаковане на типове
Прехвърлянето на стойностни типове в динамичната памет и обратно се нарича опаковане, а обратното действие разопаковане. При опаковане CLR средата автоматично създава обвиващ клас (wrapper), който е референтен тип, но съдържа стойностен тип в себе си.
Опаковането е автоматично, когато на референтен тип присвоим стойностен тип. Разопаковането не става автоматично, а трябва да бъде изрично указано и трябва да бъде посочен и искания тип.
Опаковане:
```
int number = 5;
object numberToObject = number;
```

Разопаковане:
```
int number = 0;
number = (int) numberToObject;
```

## Примитивни типове данни в език С# (C Sharp)
Примитивни типове данни в език C Sharp са:
| Име на типа                        | Деклариране                                        |
| ---------------------------------- | -------------------------------------------------- |
| целочислени типове                 | sbyte, byte, short, ushort, int, uint, long, ulong |
| реални типове с плаваща запетая    | float, double                                      |
| реални типове с десетична стойност | decimal                                            |
| булев тип                          | bool                                               |
| символен тип                       | char                                               |
| низов тип                          | string                                             |
| обектен тип                        | object                                             |

С изключение string и object типове данни, които са референтни, всички останали Примитивни типове данни в C Sharp са стойностни.
| Име     | Размер в паметта | Стойност по подразбиране | Минимална стойност                                   | Максимална стойност                                     |
| ------- | ---------------- | ------------------------ | ---------------------------------------------------- | ------------------------------------------------------- |
| sbyte   | 8 bits           | 0                        | -128 (-{\displaystyle 2^{7}})                        | 127 (-{\displaystyle 2^{7}} – 1)                        |
| byte    | 8 bits           | 0                        | 0                                                    | 255 ({\displaystyle 2^{8}} – 1)                         |
| short   | 16 bits          | 0                        | -32 768 (-{\displaystyle 2^{15}} – 1)                | 32 767 ({\displaystyle 2^{15}})                         |
| ushort  | 16 bits          | 0                        | 0                                                    | 65 535 ({\displaystyle 2^{16}} – 1)                     |
| int     | 32 bits          | 0                        | -2 147 483 648 (-{\displaystyle 2^{31}})             | 2 147 483 647 ({\displaystyle 2^{31}} – 1)              |
| uint    | 32 bits          | 0u или 0U                | 0                                                    | 4 294 967 295 ({\displaystyle 2^{32}} – 1)              |
| long    | 64 bits          | 0l или 0L                | -9 223 372 036 854 775 808 (-{\displaystyle 2^{63}}) | 9 223 372 036 854 775 807 ({\displaystyle 2^{63}} – 1)  |
| ulong   | 64 bits          | 0l или 0L                | 0                                                    | 18 446 744 073 709 551 615 ({\displaystyle 2^{64}} – 1) |
| float   | 32 bits          | 0.0f или 0.0F            | ±1.5 × {\displaystyle 10^{-45}}                      | ±3.4 × {\displaystyle 10^{38}}                          |
| double  | 64 bits          | 0.0d или 0.0D            | ±5.0 × {\displaystyle 10^{-324}}                     | ±1.7 × {\displaystyle 10^{308}}                         |
| decimal | 128 bits         | 0.0m или 0.0M            | -7.9 × {\displaystyle 10^{-28}}                      | +7.9 × {\displaystyle 10^{28}}                          |
| bool    | 4 bits           | false                    | само две възможности: true или false                 |                                                         |
| char    | 16 bits          | ‘\u0000′                 | 0 или ‘\u0000′                                       | 65535 или ‘\uffff’                                      |
| object  | -                | null                     | -                                                    | -                                                       |
| string  | -                | null                     | -                                                    | -                                                       |

## Непримитивни типове данни в език С# (C Sharp)
Тези типове данни се дефинират от потребителя, като се ползват примитивни типове и вече дефинирани непримитивни типове. Има и непримитивни типове данни, които са вградени в езиците за програмиране. Такива са например: string, List<>, DateTime и др. Непримитивни типове данни се създават като класове или структури.

### Класове и обекти
Класът дефинира абстрактните характеристики на даден обект. Той е план или шаблон, чрез който се описва природата на нещо.
Обектите – инстанции на класовете.
Класовете в C# съдържат:
- Полета (fields) – член-променливи от определен тип;
- Свойства (properties) – това са специален вид елементи, които разширяват функционалността на полетата като дават възможност за допълнителна обработка на данните при извличането и записването им в полетата от класа.
- Методи – реализират манипулацията на данните.

### Структури
Структурите в C# са много подобни на класовете. Разликата е в типа на обектите. Структурите са потребителски дефинирани стойностни типове. Когато обекта няма поведение се използва структура. Те, както и класовете, могат да съдържат полета и свойства, но не се препоръчва да съдържат методи.

## Типове данни в езикJava Script
Тъй като javascript се интерпретира, той има допълнително предимство да е слабо типизиран. Това означава, че не е необходимо една променлива да се декларира явно като един от вградените JavaScript типове:
var c; // декларация на променлива без да се определя нейния тип;
В езика Java Script всички типове данни се декларират с променливата var. Всеки тип в Java Script има няколко на брой стойности, които може да приема и те зависят от фактори, като това на каква машина сме, дали операционната система, която се използва е 32- или 64-битова, както и какъв ни е браузърът. Променливите могат свободно да преминават от един тип в друг, т.е. една променлива може да взима всякакви стойности.
```
var
 
counter
 
=
 
5
;

counter
 
=
 
"Gosho"
 
//- това е валидно.

```

### Простите типове данни в JavaScript са
| Име на типа | Деклариране | Особености |
| ----------- | ----------- | --- |
| Числов тип  | var         | целочислен тип Integer. Стойности от -9007199254740992 до 9007199254740992; Реален тип със запетая – има неточност при смятането както и реалните типовете с плаваща запетая в С#. |
| Булев тип   | var         | само 2 стойности – true или false |
| низов тип   | var         | За ограждането на низ може да се използват както двойни, така и единични кавички                                                                                                   |

```
var
 
str1
 
=
 
"string"
;

var
 
str2
 
=
 
'string'
;

```

Променливата var в Java Script съответства на променливата dynamic в C#.
Нямаме прехвърляне на типове: 1 + Integer Max Value = Integer Max Value.

### Сложните типове данни в език JavaScript са масиви, функции и обекти
Масивът спомага за съхранението на сходни данни по логически начин.
Функцията е обособена част от изпълним код, който е написан веднъж, но се извиква нееднократно от различни места в програмата.
Всичко в JavaScript е обект. Един обект представлява съвкупност от данни и функции, които работят заедно за изпълнението на свързана задача.

### В JavaScript съществуват и три специални вградени типа данни
Те са null, undefined и NaN.
- Null – Променливата няма стойност.
- Undefined – Означава, че променливата не е била предварително дефинирана.
- NaN – Not-a-Number се използва, за да се отбележи, че стойността не е валидно число.

## Типове данни в езика за програмиране C
В C съществуват няколко основни типа данни:
- Char – един байт; може да съдържа един символ от локалната кодова таблица.
- Int – цяло число; обикновено отразява естествената големина на целите числа на хоста.
- Float – число с плаваща запетая и единична точност.
- Double – число с плаваща запетая и двойна точност.

Към типа int могат да бъдат приложени определенията short и long.
Short и int числата трябва да са поне 16 бита. Short не трябва да бъде по-дълго от int. Long числата са поне 32 бита и са по-дълги от int.

### Непримитивните типове в C включват указатели, масиви, структури, union тип и функции
- Указателят е променлива, която съдържа адреса на дадена променлива.
- Масивите са поредици от наредени последователно в паметта елементи (променливи) от един и същ тип, които могат да бъдат указани поотделно, като се добави индекс към името, с което са декларирани. Деклариране на масив в C:

type arrayName [ arraySize ];
- Структурата се използва за представяне на запис. Може да съдържа например полета за книги: име на книга, автор, заглавие, id.
- Union е специален тип данни в C, който позволява да се съхраняват различни типове данни на една и съща позиция в паметта. Може да се дефинира union с много членове, но само един член може да има стойност в даден момент. Осигурява се ефективен начин за използване на място в паметта.

Специален тип void показва, че не е налична стойност.